# صموئيل لورانس
صموئيل لورانس هو نقابي وسياسي كندي، ولد في 16 أغسطس 1879 في المملكة المتحدة، وتوفي في 25 أكتوبر 1959 في هاميلتون في كندا. حزبياً، نشط في Co-operative Commonwealth Federation (Ontario Section) ‏. وقد انتخب عضو برلمان مقاطعة أونتاريو.